# Campylopus filifolius
Campylopus filifolius är en bladmossart som först beskrevs av Montagne, och fick sitt nu gällande namn av G. Frahm 1978. Campylopus filifolius ingår i släktet nervmossor, och familjen Dicranaceae. Inga underarter finns listade i Catalogue of Life.